# 4333 Синтон
4333 Синтон (4333 Sinton) — астероїд головного поясу, відкритий 4 вересня 1983 року.
Тіссеранів параметр щодо Юпітера — 3,620.